# 张玮珊
張瑋珊（1991年—），中華民國雲林縣人士，中国文化大学政治学系毕业，目前任职中华琉球研究学会秘书长、《远望》杂志编辑、凤凰网历史节目《珊闵有主意》创办人之一。其曾經是行政院新媒體小組成員。2015年，接受中國鳳凰衛視專訪，以自稱原支持台湾独立，转變为赞成两岸统一的立場而成為新聞人物。

## 争议
2015年9月，以个人身份在香港媒体凤凰网制作的纪录片《走近台湾统派青年》以及随后的访谈《我如何从感性“台独”变为理性统派》中，公开谈论了自己支持中国统一、认同中华文化等言论。因为这些言论，张玮珊受到部分泛绿媒体和人士的不满、批评；同时，由于在采访中，引用了一句争议人士袁腾飞的话语，也引发了部分中国大陆网友的非议。
2016年6月11日，針對洪素珠事件，張瑋珊發表反台獨評論。